# 中漳伏羲庙
中漳伏羲庙，位于山西省长治市长子县南漳镇中漳村东南山顶，现存正殿、香亭等，正殿建于元代，香亭建于明代。
2013年3月5日，中漳伏羲庙公布为第七批全国重点文物保护单位。